# أرت ويلسون
أرت ويلسون (بالإنجليزية: Art Wilson)‏ هو لاعب كرة قاعدة أمريكي، ولد في 11 ديسمبر 1885 في ماكون في الولايات المتحدة، وتوفي في 12 يونيو 1960 في شيكاغو في الولايات المتحدة.

## وصلات خارجية
- أرت ويلسون على موقعبيزبول رفرنس.كوم (الدوري الرئيسي) (الإنجليزية)
- أرت ويلسون على موقعبيزبول رفرنس.كوم (الدوري الثانوي) (الإنجليزية)
- أرت ويلسون على موقع مشجعي الرسوم البيانية (الإنجليزية)